# Ana Lago
Ana Estefanía Lago Serna (Monterrey, 25 settembre 1995) è un'ex ginnasta messicana, vincitrice della medaglia d'oro ai giochi panamericani del 2011.